# Pena (film)
Pena (Пена, in italiano: Schiuma) è un film del 1979 diretto da Aleksandr Borisovič Stefanovič.

## Trama
Machonin acquista una dissertazione da persone che vendono la loro conoscenza preparando tesi di dottorato e dottorato per pseudoscienziati. Il giornalista Prosov sta cercando di smascherare gli avventurieri.